# Featurefrequentiemethode
De featurefrequentiemethode (Engels: feature frequency method) is een taalkundige methodiek die wordt gebruikt om de onderlinge afstand tussen dialecten en taalkundige verwantschappen te kwantificeren.

## Methodiek
Bij de featurefrequentiemethode worden dialecten op basis van zogenaamde featurefrequenties vergeleken. Deze frequenties worden berekend aan de hand van fonetisch getranscribeerde teksten en een featurematrix, waarin iedere fonetische feature een positieve (+) of negatieve (-) waarde heeft. Op deze manier ontstaat een afstandsmatrix van overeenkomsten en verschillen tussen het doeldialect en de aangrenzende dialecten of binnen een dialectgebied als geheel, dat vervolgens (al dan niet geclusterd) in de vorm van een dendrogram kan worden weergegeven. 
De featurefrequentiemethode heeft overeenkomsten met de Levenshteinmethode, waar gekeken wordt naar (een gemiddelde van) de minimale hoeveelheid bewerkingen die nodig is om van een morfeem of woord in een taalvorm naar het equivalent in een andere taalvorm te komen.